# 임남규
임남규(1989년 9월 1일~)는 대한민국의 루지 선수이다.